# Séverine
Séverine, pseudonimo di Josiane Grizeau (Parigi, 10 ottobre 1948), è una cantante francese.

## Biografia
Debutta nel mondo discografico con lo pseudonimo di Céline per poi adottare in via definitiva quello di Séverine. 
Ottiene un primo successo con il tema musicale del film L'uomo venuto dalla pioggia realizzato nel 1970 da René Clément.
Nel 1971 Séverine ha vinto l'Eurovision Song Contest in rappresentanza del Principato di Monaco con la canzone Un banc, un arbre, une rue ("Una panchina, un albero, una strada"), con la musica di Jean-Pierre Boutrayre e le parole di Yves Dessca. Il brano è stato registrato anche nelle versioni in tedesco, con il titolo Mach die Augen zu (und wünsch dir einen Traum), e in italiano, Il posto.
La versione in francese arrivò al numero 9 nella classifica britannica nel mese di aprile del 1971, mentre la versione in inglese, pubblicata su etichetta CBS anziché Philips, non entrò in classifica. La canzone ha avuto alti piazzamenti in classifica nella maggior parte dei mercati europei. Séverine ha avuto ulteriori successi in Francia e in Germania, mentre su scala internazionale non ha più avuto altri hit.

## Successi in classifica
- "Un banc, un arbre, une rue" (#3 Francia,#3 Irlanda, #9 UK, #23 Germania)
- "Chance in Time"
- "Mach die Augen zu (und wünsch dir einen Traum)" (#23 Germania)
- "Le passager de la pluie (L'Uomo venuto dalla pioggia)" (#50 Italia)
- "Il posto" (#53 Italia)
- "Vivre pour moi" (#32 Francia)
- "Ja der Eiffelturm" (#27 Germania)
- "Comme un appel" (#24 Francia)
- "J'ai besoin de soleil" (#29 Francia)
- "Olala L'Amour" (#19 Germania)
- "Là ou tu n'es pas" (#44 Francia)
- "Mon tendre amour" (#47 Francia)
- "Der Duft von Paris" (#40 Germania)
- "Il faut chanter la vie" (cover della canzone dell'Eurofestival del 1973, interpretata da Cliff Richard, Power to All Our Friends)
- "Vergessen heißt verloren sein" (#47 Germania)
- "Du bist für mich der größte Schatz" (#49 Germania)
- "Sieben Tränen" (cover della hit del 1981 della Goombay Dance Band, Seven Tears, #49 Germania)